# Antonio Gan Vargas
Antonio Gan Vargas "Cubano" (Málaga, 31 de julio de 1917 - Benagéber, 25 de marzo de 1947) fue uno de los guerrilleros antifranquistas de la Agrupación Guerrillera de Levante y Aragón.
Durante la Guerra Civil formó parte del XIV Cuerpo de Ejército Guerrillero, comandado por Domingo Ungría. Al terminar la guerra, y tras estar detenido en el Campo de concentración de Albatera y la prisión de Porta Coeli, se incorporó a los grupos armados del PCE en Valencia y posteriormente al maquis, formando parte del 11.º sector del AGLA, que operaba en la serranía que hay entre Valencia y Cuenca, en la comarca de Los Serranos. Fue conocido por los apodos de "Cubano" y "Vargas". 
El 18 de marzo de 1947 resultó herido en un enfrentamiento con la Guardia Civil cerca de Requena y fue escondido durante varios días por sus compañeros en diversas casas de apoyo hasta que el 25 de marzo fue sorprendido y ametrallado en una de éstas en la aldea de Nieva, en Benagéber (Valencia). Entre ese día y el siguiente, la Guardia Civil mató a siete hombres más que fueron enterrados sin identificar en el cementerio de esa localidad de donde han sido exhumados en marzo de 2010.

## Biografía

### Infancia y familia
Antonio Gan Vargas había nacido en Málaga en 1917 aunque su padre Juan Gan Arcos y su madre Juana Vargas Arcos, eran de Doña Mencía (Córdoba). Hacia 1915 o 1916, Juan Gan se trasladó, con su mujer y sus tres hijos mayores a Málaga donde nacieron Antonio y sus otros dos hermanos. Hacia 1928, arruinado, Juan Gan y su familia se instalaron en Vallecas, entonces municipio independiente y desde 1950 barrio de Madrid.

### La Guerra Civil: la Brigada Especial "Ungría" y el BIDCA
Al producirse la sublevación de 1936, Antonio se integró en el Ejército Popular como especialista en acciones de sabotaje o de guerrilla, encuadrado primero en la llamada “Brigada Especial Ungría” de donde pasaría a un grupo guerrillero de las Brigadas Internacionales denominado Batallón de Instrucción de Defensa contra Aeronaves (BIDCA) que, a su vez, se integró posteriormente en el XIV Cuerpo de Ejército Guerrillero.
Sobre los inicios del grupo comandado por Domingo Ungría disponemos de los testimonios directos del asesor ruso Iliá Stárinov y de su traductora y luego esposa, Anna Kornilovna Starinova. Él era un militar con experiencia en acciones de este tipo durante la guerra civil rusa, y desempeñó un papel clave en el entrenamiento de la unidad de Ungría hasta su salida de España. En febrero de 1937, Antonio Gan formaba ya parte de esta unidad y estaba destinado en el frente de Andalucía. El día 18 de ese mes, él y otros cinco hombres, acompañados de dos guías, intentaron volar la vía férrea en El Montón de la Tierra, junto a Alcolea, sin éxito. Los Stárinov describen acciones por esas fechas en Alcolea, Pozoblanco y otros pueblos cercanos a Córdoba. En abril de 1937, el Estado Mayor creó un “Batallón de Guerrilleros” al mando del comandante Alberto Calderón Martínez y el grupo de Ungría quedó encuadrado en él como “3.ª Compañía”. El 12 de octubre Antonio participó, como Teniente de la “5.ª Compañía del Batallón de Guerrilleros”, al mando de cuatro hombres en la colocación de artefactos explosivos en la vía férrea Zuera-Jaca, en el frente de Aragón.
El Batallón de Instrucción de Defensa contra Aeronaves (BIDCA) adoptó ese nombre en noviembre de 1937, y había estado mandado en un primer momento por el comandante “Luis Cordes”, también asesor soviético.  Hacia finales de ese mismo año el yugoslavo Ljubo Ilić asumió el mando. El Batallón se componía entonces de tres secciones con un total de 1.306 hombres y 263 oficiales y suboficiales, entre ellos Antonio Gan que, con el grado de teniente, se encuadraba en la sección comandada por el propio Ilić -secundado por Antonio Buitrago- y que operaba en Andalucía.

### El XIV Cuerpo de Ejército Guerrillero
El 3 de febrero de 1938 se creó, por orden de Vicente Rojo, el XIV Cuerpo de Ejército Guerrillero cuyo campo principal de entrenamiento estuvo en Benimámet, en las afueras de Valencia. Esta unidad, que pese a su denominación de “Cuerpo de ejército”, solamente contaba con unos pocos miles de hombres, estaba bajo el mando de Domingo Ungría que continuó siendo asesorado por militares soviéticos; una de sus acciones más espectaculares fue la liberación de 300 prisioneros republicanos del Fuerte Carchuna, a unos 10 kilómetros al este de Motril, el 23 de mayo de 1938.
Antonio Gan perteneció a la 230.ª Brigada (en realidad era la antigua “5.ª Compañía") del XIV Cuerpo de Ejército, mandada por el comandante José Carnicer y que dependía del frente de Andalucía aunque también se desplazaría en abril de 1938 al frente de Aragón, donde participó en la arriesgada operación de ayuda a la “Bolsa de Bielsa” en la que estaba copada la 43.ª División republicana. En ese momento, Gan era “Capitán-Jefe” en dicha brigada tras sustituir en el mando al fallecido Alex Künstlich en mayo de 1938.
El 5 de marzo de 1939 se produjo en el bando republicano el golpe del Coronel Casado que desencadenó el final de la Guerra y al día siguiente la Junta de Casado disolvió el XIV Cuerpo de Ejército. Algunas de sus unidades quedaron copados en la gran bolsa de Alicante, sin posibilidad de abandonar el país y, por supuesto, mantuvieron su obediencia comunista en esos días. Entre otras intervenciones, cuando el presidente del Gobierno, Juan Negrín, se instaló el 25 de febrero en la “Posición Yuste”, en una finca de Petrel (Alicante), 300 hombres del XIV Cuerpo fueron los encargados de la guarnición; el 6 de marzo, también protegieron el despegue desde el aeródromo de El Hondón (Monóvar, Alicante) de tres aeroplanos con los dirigentes del PCE camino del exilio.

### Campo de Albatera: 1939
Al terminar la guerra, Antonio Gan fue enviado al campo de concentración existente en “El Saladar” de Albatera (Alicante). Hay muchas probabilidades de que él también se viera atrapado entre las veinte o treinta mil personas que en el puerto de Alicante esperaron en los últimos días de marzo una evacuación por barco que no se produciría. Hechos prisioneros por el ejército franquista, la mayoría de ellos fueron llevados al llamado Campo de los Almendros, muy cerca de la ciudad, el día 1 de abril. Allí estuvieron varios días sin comida ni agua y al raso, sin más protección o abrigo que el que llevara cada uno. Poco después, el 7 de abril, se pusieron en marcha todos hacia el campo de Albatera.
El campo llegaría a acoger a entre 14 000 y 20 000 prisioneros desde la victoria franquista hasta su cierre en diciembre de 1939 y sus condiciones de alojamiento y, sobre todo, de alimentación fueron muy malas. Cuando llovía, no había donde guarecerse; las letrinas consistían en una zanja y, por supuesto, no había forma de asearse. El trato a los presos era –como en todos los campos– humillante y tiránico y hubo repetidos fusilamientos sin juicio, generalmente por intentos de fuga frustrados. El campo se cerró en octubre de 1939, una vez que las autoridades terminaron de clasificar a los prisioneros para saber “quién era quién”.
[Después de varios días sin comer] «Comenzamos a recibir una lata de sardinas de 200 g para dos y un chusco de pan de 250 g para cinco [...] Nos abastecían con un camión cisterna de 4000 litros, a todas luces insuficiente [para más de 12 000].»
«El martes 11 de abril tomamos la cuarta parte de un bote de lentejas cocidas y la quinta parte de un chusco. Miércoles, jueves y viernes no comemos absolutamente nada. El sábado 15 nos dan una lata de sardinas para tres y un chusco para cinco. Después volvemos a ayunar totalmente domingo, lunes, martes, miércoles y jueves, para recibir el viernes otros sesenta y seis gramos de sardinas y unos cuarenta gramos de pan.»
En Albatera había muchos dirigentes comunistas y también intelectuales como el futuro historiador Manuel Tuñón de Lara, el poeta Marcos Ana, varios maquis de los que se hablará más adelante,  y el dirigente comunista “Heriberto Quiñones". En la actualidad parte del terreno está urbanizada aunque subsiste una caseta que parece funcionaba como almacén o cocina. Max Aub noveló –sin duda basándose en muchos testimonios directos– los días del puerto de Alicante, del Campo de los Almendros y de Albatera, en Campo de los Almendros.

### Prisión de Porta Coeli y sanatorio Padre Jofré: octubre de 1939 - octubre de 1942
En el otoño de 1939, según relata Sixto Agudo, todos los presos de Albatera fueron llevados al sanatorio antituberculoso de Porta Coeli en Serra (Valencia), a unos doce kilómetros al norte de Bétera, que también funcionaba en ese momento como campo de concentración; con toda probabilidad, Antonio Gan debió hacer ese mismo viaje. Poco después del traslado desde Albatera, Porta Coeli pasó de ser “campo” a ser prisión y los presos fueron “cambiados” de establecimiento –desde el punto de vista administrativo- y convenientemente registrados. En el expediente de Antonio Gan figura como fecha de entrada el 1 de diciembre de 1939 “procedente del disuelto Campo de Concentración de Prisioneros de Porta Coeli”. Muy poco después, el 15 de enero de 1940, y debido a “síntomas de enajenación mental”, Antonio fue trasladado al sanatorio psiquiátrico Padre Jofré, en Valencia. Dos años y medio más tarde, el 15 de septiembre de 1942, Gan regresó a Porta Coeli y fue liberado un mes después.

### A las armas de nuevo: Valencia 1943 - 1946
Las primeras noticias de Antonio Gan tras su salida en libertad están en el Sumarísimo 298-V-44 del AGHD-V: según este documento, formó parte del “aparato militar” o “grupos de acción” del PCE valenciano desde 1943. Este “aparato” realizaba –en la ciudad de Valencia y pueblos de las cercanías- acciones similares a las que luego llevaría a cabo el maquis: atracos a bancos, eliminación de autoridades o de supuestos infiltrados, colgadura de banderas republicanas, pintadas o repartos de propaganda; estaba, en gran parte, formado por antiguos miembros del XIV Cuerpo de Ejército Guerrillero, al que Salvador Fernández Cava llama “verdadero embrión del AGLA”.
De acuerdo con Fernández Cava, Rafael Gandía Andrés “Gandi” fue jefe de ese aparato militar en 1943 para ser sustituido luego por “Vargas” que era el alias con el que Antonio Gan era conocido en su etapa valenciana. En el sumario ya citado varios detenidos atribuyen a Vargas en solitario la colocación de banderas republicanas en las Torres de Serranos y frente al Gobierno Civil el 17 de mayo de 1944.
De la documentación del sumario 298-V-44 se desprende que, en la época de Valencia, el mejor amigo de Antonio Gan era Gandi con quien se hizo una fotografía (desaparecida) en los Jardines de Viveros. Gandi declara también que “tenía el propósito de llevarle a trabajar con él [como albañil] para que ganara más dinero que en «La Atlántida»”  y que, con algo del dinero del atraco que se relata a continuación, se encargó un traje en la sastrería de la calle Maldonado, 23. Declara que Antonio Gan vive en una fábrica derruida en El Grao y que él le estaba construyendo una chabola.
Víctor G. Labrado, a partir de los recuerdos de Manuel Martínez Ferrándiz, relata como Rafael Sáez Andrés, a instancias de su primo Gandi, formó en 1945 un grupo de cuatro activistas en Benetúser (municipio al lado de Valencia). Poco después, Gandi presentó a Antonio Gan a su primo:
«Gandía se dirigió al que parecía el más importante:
-Te presento a mi primo. Ya te he hablado de él.
El individuo iba muy bien vestido. Parecía astuto y de pocas palabras. Era delgado, resuelto. Tenía el pelo muy negro»
Hablaron de la constitución del grupo y de la necesidad de conseguir dinero para ello:
«Aquí intervino el hombre bien vestido del pelo negro:
-De eso ya me encargaré yo –quería decir que no hacía falta hablar de ello, que podían confiar en él absolutamente. Si le confiaban la misión, podían considerarla correctamente resuelta. Era un hombre muy seguro de sí mismo. Quería que todo quedase en sus manos»
El 6 de octubre de 1945, un grupo dirigido por Antonio Gan atracó el Banco Popular de Previsores del Porvenir, en la Plaza del Pintor Segrelles de Valencia, consiguiendo 210.200 pesetas: todo un capital para esa época.
«[La mañana del atraco muy temprano] allí estábamos Arcadio y yo […]. Vimos a dos hombres más que no conocíamos de nada. Se ve que eran más veteranos. Al poco llegó Gan Vargas. Parecía gitano. Le llamaban Antonio Gan Vargas: más gitano imposible. […]
Antonio Gan Vargas les reunió en una mesa [de un bar]. Hablaba como un hombre cultivado. En la gravedad del momento, la serenidad que demostraba era muy de agradecer»
	Manuel fue quien se quedó esperando a la puerta del banco en el taxi que habían tomado para realizar el atraco. Así recogía al día siguiente el suceso un periódico valenciano:
«La sorprendente entrada [en el banco] de los sujetos en cuestión, fue seguida de un cínico saludo a los empleados del establecimiento por parte del que parecía capitanear el grupo y que era el mejor trajeado, diciendo en alta voz “Muchachos, buenos días. ¡Arriba las manos! Y a ver si sois buenos chicos»

### En el maquis: febrero de 1946 - marzo de 1947
Los años de mayor actividad de las Agrupaciones Guerrilleras dirigidas por el PCE comenzaron a partir de 1945, año difícil para el gobierno de Franco: el 19 de marzo, Juan de Borbón, padre del Rey Juan Carlos, hizo público el “Manifiesto de Lausana” desmarcándose del franquismo (temporalmente, como se vio luego); en abril y mayo, en la Conferencia de San Francisco (EE. UU.) en la que nacieron las Naciones Unidas se negó a España la admisión y se aprobó una condena del régimen; el 7 de mayo capitularon los nazis y en julio los laboristas ganaron las elecciones en Inglaterra. En febrero de 1946, Francia cerró la frontera en protesta por el fusilamiento del Cristino García Granda, y el 12 de diciembre de ese año, la ONU recomendó la retirada de los embajadores. Son meses en los que todos los grupos antifranquistas –no solamente el PCE- creen que los aliados van a provocar, de una forma u otra, el cambio del régimen. Las agrupaciones guerrilleras redoblaron su actividad. En el AGLA llegó a haber más de 200 guerrilleros simultáneamente en esos años.
La pista de Antonio Gan, cuyo alias en la guerrilla será “Cubano”, no aparece en el maquis propiamente dicho -el rural- hasta febrero de 1946, cuando Ángel Fuertes Vidosa "Antonio" fue designado jefe de la AGL y se presentó en el campamento de "Delicado" procedente de Valencia: “Al cabo de unos días […], subió el camarada “Antonio” acompañado del camarada “Cubano” […] El camarada “Cubano” se quedó con nosotros”.
En el mes de marzo volvemos a tener información del paso de Antonio Gan por los campamentos de “Medina” y de "Capitán". A principios de julio de 1946 fue, junto con "Pepito el Gafas", "Grande", “Antonio” y otros, al campamento de “Ibáñez” para preparar uno de los golpes más espectaculares del AGLA: el asalto al tren pagador en Caudé, a unos kilómetros de Teruel, el 7 de julio; un golpe de 649.000 pesetas. José Manuel Montorio “Chaval”, que ha relatado el asalto en primera persona, cuenta: “Se tenía pensado que el Cubano participara en la operación, pero tuvo que quedarse en el campamento porque le habían salido unos forúnculos muy malos que no le dejaban casi andar”.
En el mes de agosto de ese mismo año, se constituyó formalmente la AGL en la “Asamblea de Cuevas del Regajo”, en Camarena de la Sierra (Teruel). Se crearon tres “sectores” y Grande será en responsable del 11.º, dividido en dos “unidades”: la que dirige Ibáñez y la que dirige Capitán; en esta última se encuadra Antonio Gan que en diciembre pasará a mandar la “5.ª compañía” de esa unidad. Su zona de actuación era la serranía que hay entre Valencia y Cuenca, en la comarca de Los Serranos.
Una de las acciones favoritas de los maquis era la “toma” de un pueblo, generalmente muy pequeño y sin guarnición (o con una mínima) de la Guardia Civil: repartían propaganda, imponían “multas” a alguna autoridad y se llevaban escopetas de caza o pistolas. A raíz de la “toma” por los guerrilleros, el 19 de septiembre de 1946, de San Martín de Boniches –a unos 40 kilómetros al oeste de Santa Cruz de Moya-, la Guardia Civil aumentó la presión sobre la zona y localizó y asaltó un campamento en Cabeza del Royo, cerca del pueblo “tomado“; al día siguiente tuvo un encuentro en Las Rinconadas –sin demasiadas consecuencias- con el grupo de Antonio Gan, cuando este cruzaba el Turia por un puente.
Poco más tarde tuvo lugar una de las acciones de la guerrilla más difundidas en la prensa franquista: la “toma” del pequeño pueblo de Losa del Obispo. Al caer la tarde del 26 de enero de 1947, algo más de veinte hombres entraron en el pueblo y cercaron la casa-cuartel de la Guardia Civil y en el asalto, en el que participó Cubano, el Cabo y uno de sus hijos resultaron heridos mientras que su mujer y otro de sus hijos murieron. En paralelo, otros cuatro guerrilleros irrumpieron en un bar creyendo que el Cabo estaría allí pero, alterados por un movimiento de uno de los vecinos, dispararon unas ráfagas con el resultado de cuatro muertos y varios heridos, de los que dos fallecerían más tarde. Obviamente este asunto con tantos muertos inocentes fue aireado en toda la prensa.
El 15 de febrero, los grupos de Capitán y de Cubano “toman” el pueblo de Manzaneruela, equidistante unos cinco kilómetros de Landete y de Santa Cruz de Moya. A la salida, pararon e incendiaron un camión cargado de harina y tabaco. Según la declaración de Manco de la Pesquera en el sumario 101-V-52, Antonio Gan había participado en el asalto al rento de Tormeda en Salvacañete en esos días de febrero.
Del paso por el maquis antifranquista de Cubano contamos con un testimonio algo más personal, el de “Manso”: “El Cubano según información era hijo de un ricachón de Andalucía […] Era un camarada inteligente, muy amable cuando no tenía ninguna contrariedad y, cuando se trataba de hacer operaciones, tenía una sangre fría enorme, no viendo peligro por ninguna parte. A consecuencia de esas buenas cualidades que tenía todos los camaradas le queríamos mucho, como así la población civil que llegó a conocerlo, ya que dentro de su educación superior existía la simpleza y el buen trato”. Algunos aspectos de su carácter, como frialdad y buenas maneras ya habían llamado la atención en la época de Valencia. Su temeridad se iba a volver pronto en su contra.

### La suerte cambia en Requena
La suerte que hasta ese momento había acompañado a la audacia de Antonio Gan iba a volverle la espalda. El 18 de marzo de 1947 una partida de 20 hombres, capitaneados por Grande –y formado por los grupos de Capitán y de Antonio Gan- cortó, hacia las cuatro de la tarde, la carretera general de Madrid a unos ocho kilómetros al este de Requena, en el Barranco Rubio. En un camión que venía con la lona echada viajaban por casualidad dos Guardias Civiles y, después de un tiroteo a consecuencia del cual un guardia resultó muerto y el otro herido, Grande ordenó desmantelar el control:
«El Grande dio orden de retirarse a los grupos que intervenían en el hecho, pero el enlace que fue a comunicárselo al grupo de Vargas [Antonio Gan], volvió diciendo que continuaban haciendo el control porque eran dueños de la situación»
Avisados por el guardia herido, llegaron refuerzos de la Guardia Civil desde Requena y se enfrentaron al grupo que se había quedado, con el resultado de un guerrillero muerto y Antonio Gan herido. Los maquis lograron retirarse llevándose a su jefe herido pero para Cubano comenzaba una penosa búsqueda de refugio y de curación .
Fidel Miota ha relatado a Pascual Iranzo cómo, en esa época, él trabajaba en una finca en la que se prestaba apoyo a los maquis; era la “Casa de Don Pedro”, en el término de Requena, a unos cinco kilómetros del pueblo en dirección a Chera, hacia el norte:
«El día 18 de marzo de 1947, estando labrando en una viña en el paraje conocido como Barranco Rubio, a eso de las cuatro de la tarde empezó a ver cómo un grupo numeroso de guerrilleros estaba en la carretera nacional Madrid-Valencia deteniendo a todos los vehículos que transitaban por esta vía. Pasado un rato presenció como se entablaba un tiroteo entre estos y la Guardia Civil […]
[Al oscurecer] Una vez Fidel en la finca, estando contando lo ocurrido al resto del personal llegó en aquellos instantes el pastor de la finca acompañado por un maqui herido, el cual pidió que lo curaran, le hicieran un bocadillo para comer y lo trasladaran con una caballería a un lugar que él ya diría. Este maqui fue acompañado por Salvador Requena, rentero de la finca y Fidel. Después de caminar un buen rato por la noche llegaron a Mari Luna, donde el maqui con una linterna hizo señales, apareciendo al momento un grupo de guerrilleros que rápidamente desapareció con el herido»
Posteriormente , Fidel ha relatado que el Cubano apareció en la casa andando por su propio pie, con pantalones de pana, boina, chaquetón de cuero y metralleta y que él lo recuerda alto y fuerte. Las mujeres de la casa fueron las que le curaron la herida que estaba por debajo de la cintura ya que la sangre le asomaba por encima del cinturón.
Cuando salieron con él siguiendo sus instrucciones, al principio iba andando pero luego se montó en el mulo. Cuando llegaron a la “Casa de Mari Luna” y después de consultar algo en una libreta, Antonio Gan hizo señales con una linterna tras lo cual aparecieron 6 o 7 guerrilleros que lo recogieron.
En 1945, Manuel Viana Marín –con 14 años- había entrado a trabajar en la Casa de Mari Luna y sabía que en ese rento se ayudaba a la guerrilla. Sus recuerdos también están recogidos en el libro de Iranzo:
«Un día […], por la noche, llegó al rento una partida de maquis con un herido, que posteriormente fue curado y escondido entre unos matorrales a unos 300 metros de la casa.»
Manuel Viana ha relatado posteriormente que Antonio Gan fue llevado hasta el rento hacia las 11 o las 12 de la noche -del día 18 al 19-  por varios maquis. Que la pareja de ancianos renteros le curaron algo la herida y que luego él los acompañó a esconderle entre unos matorrales no muy lejos de la casa. Antonio no podía moverse sin ayuda y la herida que tenía no era en la pierna –como dicen otros testimonios- sino “en sus partes”.
«A la mañana siguiente de haber dejado escondido al guerrillero, la Guardia Civil se presentó en este lugar preguntando a todos los miembros de la casa sobre si habían visto por allí a los maquis. […]
Por la tarde de este día, casi ya al anochecer, Manuel fue a visitar y llevar comida al herido. Luego le contó que por la mañana había estado la Guardia Civil interrogándole, pero que estuviera tranquilo, que no les había dicho nada. Al oír el relato de Manuel, el herido se emocionó abrazándole y dándole las gracias por todo, pidiéndole por favor que aceptara 200 pesetas en agradecimiento. Esa misma noche el herido fue recogido por sus compañeros guerrilleros»
Teófilo Gallega, en un documentado estudio sobre el AGLA en la comarca Requena-Utiel, dice que el escondite fue la Cueva de Santa Cruz
Así pues, en la madrugada del día 19 al 20 Antonio fue trasladado por tercera vez. En esta ocasión, a la Casa del Valiente ya que Chaval retoma en sus memorias el relato desde ese punto:
«[Al Cubano] hubo que retirarlo a hombros y dejarlo escondido por los montes cercanos al punto de apoyo de casa del Valiente, que se encargó de atenderlo hasta que fuéramos a buscarlo. [...]
Enterados de que por la casa del Valiente había mucha movilización y temiendo por el Cubano y por el compromiso que suponía para nuestro punto de apoyo, Grande me envió con cuatro o cinco guerrilleros en su busca. Llamamos en casa del Valiente y uno de los hijos nos ayudó con un mulo para trasladar al Cubano al campamento de Benagéber.»
Teo Gallega cuenta que Bárbara Sánchez y su hija Luisa fueron de la Casa del Valiente a Mari Luna a curar al herido y que Francisco Navarro, guarda de la finca Casa del Valiente, se encargó de llevarle allí en una burra. Desde ese rento, otro hijo de los renteros, Demetrio, lo llevó posteriormente al campamento.
La ruta a través de la cual los maquis fueron escondiendo estos días a Cubano sigue la carretera de Requena hacia Chera  en dirección nordeste. La Casa de Don Pedro –hoy en día rehabilitada como lugar de turismo rural y enológico- está a unos cinco kilómetros de Requena, ligeramente a la derecha de la carretera; desde el Barranco Rubio la distancia es también de unos cuatro o cinco kilómetros en línea recta. La Casa de Mari Luna está unos cuatro kilómetros más adelante, en la falda del pico de El Tejo, y sus ruinas aún están en pie. Para llegar desde allí a la Casa del Valiente hay que cruzar al otro lado de la carretera, en dirección norte-noroeste y recorrer otros cinco kilómetros. Fernández Cava sitúa con exactitud el campamento de Benagéber al que finalmente lo llevaron: “…A una hora de la Casa de la Olivera de Nieva, dirección Sinarcas, en La Pardala” (a unos 20 kilómetros de la Casa del Valiente y dos o tres kilómetros al oeste de Benagéber).
Pero la herida no sanaba, lo que ocasionó una decisión que precipitaría el desenlace final:
«Las condiciones del campamento no posibilitaban una cura eficaz, por lo que se recurrió a instalarlo en el pajar de un buen punto de apoyo en la aldea de Nieva, conocido como Casa de Paquita, y cuyo matrimonio lo formaban Santiago Martínez y Paquita Montes»
Para curar a Cubano se decide que otro maquis, Manuel Torres Hervás “Practicante” se oculte con él. En la madrugada del lunes 24 de marzo al martes 25, ambos guerrilleros fueron instalados en el pajar de Casa Paquita.

### Muerte en Benagéber
El pueblo de Benagéber, tal y como existía en la época de este relato, quedó sumergido en 1955 en el pantano del mismo nombre, bajo las aguas del Turia. A unos siete kilómetros hacia el sur, y a unos 200 metros más de altitud, se salvaron de la inundación la aldea de Nieva con una ermita y un cementerio. En la actualidad es justamente ahí donde se ubica la población que guarda el nombre de Benagéber, con apenas 200 residentes. Los alrededores están densamente arbolados y ya lo estaban en la época.
Delatado el ocultamiento de los guerrilleros por un guarda de la zona, a las 6 de la mañana del 25 de marzo la Guardia Civil rodeó la casa de Paquita. José, un hijo de Santiago Martínez, que tenía siete años, vio como ametrallaban a Antonio Gan, que estaba tumbado en las parihuelas en que había venido transportado la noche anterior:
«"La noche del 24 de marzo –recuerda [José Martínez]- vinieron a casa Grande y El Practicante y le dijeron a mi padre que tenía que esconder a un herido […] A la mañana siguiente, estaba jugando en la calle cuando vi como más de 100 agentes [de la Guardia Civil] empezaban a rodear la casa". José entró corriendo y avisó a su madre, quien con la ayuda de Practicante tuvo tiempo de esconder al herido, que no podía andar, en una habitación de cañizo que estaba fuera de la casa "porque si lo hubieran encontrado dentro nos matan a todos" […]. José recuerda que cuando encontraron al Cubano "a mi hermano de 3 años y a mi, nos pusieron contra un colchón, y a continuación lo acribillaron a tiros con una ráfaga de metralleta". Estaba desarmado y no se podía mover. Luego vio también el cuerpo cosido a balazos del Practicante, quien había tratado de huir en vano».
En todo caso y según consta en el libro de defunciones del Ayuntamiento de Benagéber, ambos recibieron sendos disparos en la cabeza. Antonio Gan tenía 29 años y su muerte temprana le ahorró el conocer los años de la represión mucho más dura, de las contrapartidas y del final de la guerrilla comunista en 1952. Menos de un mes después de su muerte, el 18 de abril, Franco dictaría el decreto-ley sobre rebelión militar, bandidaje y terrorismo que daría carta blanca a la represión de la guerrilla sin cortapisas.
Paquita y su marido fueron detenidos y torturados; a él, Santiago Martínez Montes, se le aplicó la “ley de fugas”. Varios obreros del cercano pantano en construcción, que formaban parte de la red de apoyo a los maquis, fueron también detenidos; a dos de ellos, Clemente Alcorisa  y Salvador Garrido, también les sería aplicada la “ley de fugas”. Por último, como desenlace de la operación, en la noche del 25 al 26, la Guardia Civil asaltó el campamento guerrillero de Valdesierra, en el Alto de la Bandera, quizás llevando como parapeto a varios de los detenidos, entre ellos a Juan Luján Cerdán  y a José Martínez Viana  que resultaron muertos. En el asalto también murió el guerrillero Daniel Cortés Luján “Vaquero”. En total, y como resultado de la localización de Antonio Gan, hubo ocho muertos que fueron enterrados unos días después en cuatro tumbas (dos cuerpos en cada una) en el cementerio de Benagéber, sin lápidas ni identificación ninguna de forma que, hasta su exhumación en 2010, ni siquiera se sabía en qué lugar exacto se encontraban.
Los ocho enterrados fueron inscritos en el tomo 17 del libro de Defunciones de ese pueblo el 5 de abril de 1947, figurando como desconocidos y fallecidos “por herida de arma de fuego” y con fecha de la muerte del 26 de marzo. Posteriormente, en 1948 y 1949, se anotaron en el libro las identificaciones de todos excepto de uno. La del cuerpo que corresponde a Antonio Gan Vargas está atribuida a Manuel Prieto Domínguez (era la identidad falsa que llevaba en la documentación que la Guardia Civil le encontró). Figura en el folio 34, número 11 literalmente así:
«Desconocido. Señas personales: Cara ovalada; nariz aguileña, muy grande; boca grande; labios abultados; ojos y pelo negro; bigote recortado, del mismo color; de 30 a 35 años de edad; estatura aproximada 1’700 mm.
Vestía traje de pana negro y calzaba alpargatas” […]
Falleció […] a consecuencia de herida producida por arma de fuego ocasionada por fractura base cráneo [sic]»

### Epílogo: sesenta y tres años después
Los familiares de las víctimas y la asociación La Gavilla Verde (Santa Cruz de Moya, Cuenca), promovieron la exhumación y, en junio de 2009, el municipio de Benagéber, contando con una subvención gubernamental para proceder a la apertura de las fosas, publicó un anuncio autorizándola. A partir del 1 de marzo de 2010 se procedió a la exhumación por el equipo especializado de  Paleolab (Valencia). El día veinte de noviembre, 63 años después de las muertes el equipo de forenses y arqueólogos de Paleolab entregó los restos a los familiares que procedieron a darles sepultura digna. Los informes redactados por Paleolab acreditan la muerte por homicidio y el enterramiento irregular de siete de los ocho. Asimismo, siete de los ocho presentan un impacto de arma de fuego en el cráneo, en la mayoría de los casos con trayectoria del proyectil de atrás hacia delante y de arriba hacia abajo.